# Javier Negrete
Javier Negrete (Madrid, 1964) è uno scrittore e docente spagnolo.

## Biografia
Laureato in Filologia classica, è stato docente in greco dal 1996, e attualmente, dal 2016, insegna presso l'Istituto di Istruzione Secondaria Gabriel e Galán de Plasencia. I suoi sono romanzi principalmente di ambiente storico, fantasy e fantascientifico, ma a volte si incentrano anche in ambiente erotico.

## Opere

### Romanzi
- La luna quieta (1992, breve storia, finalista del Premio UPC 1991)
- Estado Crepuscular (1993)
- Nox perpetua, racconto breve (1996)
- Lux Aeterna, racconto breve (1996)
- La mirada de las furias (1997)
- Memoria de Dragón (2000)
- Buscador de sombras, racconto breve (2001)
- El mito de Er (2002)
- Los héroes de Kalanúm (2003)
- La espada de fuego, capostipite dell'omonima serie (2003)
- Amada de los dioses (2003)
- El espíritu del mago, secondo volume de La espada de fuego (2005)
- Señores del Olimpo (2006)
- Salamina (2008)
- Atlántida (2010)
- El sueño de los dioses, terzo volume de La espada de fuego (2010)
- El corazón de Tramórea, quarto volume de La espada de fuego (2011)
- La Zona, in collaborazione con Juan Miguel Aguilera (2012)
- La regina del Nilo (La hija del Nilo)
  1. Il trono d'Egitto (2012), traduzione di Amaranta Sbardella, Newton Compton Editori, 2013, ISBN 978-8854154872
  2. L'amante dell'imperatore (2012), traduzione di Amaranta Sbardella, Newton Compton, 2013, ISBN 978-8854154889
  3. Il rogo delle piramidi (2013), traduzione di Amaranta Sbardella, Newton Compton, 2013, ISBN 978-8854154896
- El Espartano (2018)
- Alessandro Magno e l'aquila di Roma (Alejandro magno y las águilas de Roma, 2007), traduzione di Manuela Carrara, Newton Compton, 2019, ISBN 978-8822727404
- Odisea (2019)
- Los idus de enero (2023)

### Racconti
- El extraño viaje del profesor Búdurflai (1995)
- En el país de Oneiros (1995)
- Evolución convergente (1998)
- Malib, ciudad de la reina Samikir (racconto) (2005)

### Antologie
- Buscador de sombras. La luna quieta (2005), riedizione degli omonimi romanzi
- Mañana todavía. Doce distopías para el siglo XXI (2014), autori: Juan Miguel Aguilera, Elia Barceló, Emilio Bueso, Laura Gallego, Rodolfo Martínez, José María Merino, Rosa Montero, Juan Jacinto Muñoz Rengel, Javier Negrete, Félix J. Palma, Marc Pastor y Susana Vallejo
- Retales del pasado: Antología de relatos históricos (2015), autori: Javier Negrete, Teo Palacios, Sebastián Roa, Magdalena Lasala, José de Cora Paradela, Francisco Narla, Manuel Sánchez-Sevilla, Mado Martínez, Carla Montero, Olalla García, Ramón Muñoz, Carlos Aurensanz, Miguel Aceytuno, Nerea Riesco, Carolina Molina, Ricard Ibáñez, María Pilar Queralt del Hierro, Javier Pellicer, Concepción Perea

### Saggi
- La gran aventura de los griegos (2009)
- Roma victoriosa (2011)
- Roma invicta (2013)
- La conquista romana de Hispania (2018)
- Roma traicionada (2021)

## Riconoscimenti
- 1991 - UPC, La luna quieta
- 1994 - Premio Ignotus al mejor cuento, Estado crepuscolar
- 1998 - Premio Ignotus a la mejor novela, La mirada de Las furias
- 2000 - UPC, Buscador de sombras
- 2003 - Premio Ignotus a la mejor novela corta, El mito de Er
- 2004 - Bob Morane (in Francia), El mito de Er
- 2006 - Minotauro, Señores del Olimpo
- 2008 - Premio Celsius 232 (romanzi fantasy e di fantascienza), Alejandro magno y las águilas de Roma
- 2008 - Prix Européen Utopiales, Señores del Olimpo
- 2009 - Premio Espartaco (romanzo storico), Salamina